# See.SZA.Run
See.SZA.Run es el EP debut de la cantante estadounidense SZA, auto-lanzado el 29 de octubre de 2012. Después de graduarse de la universidad y posponer la escuela de posgrado, para ganar dinero, SZA comenzó a grabar música de manera informal y decidió continuar. SZA grabó canciones con su amiga que vivía cerca, usando aplicaciones de producción y ritmos de Internet.
Es un EP de R&B alternativo y neo soul, See.SZA.Run tiene un estilo musical diverso que incorpora géneros urbanos contemporáneos como el soul, el hip hop y el R&B minimalista. El EP también toma influencias del rap en la nube y el R&B etéreo y también usa elementos de la casa de brujas y el chillwave. La producción se caracteriza por estar construida sobre sintetizadores ondulantes, graves bombardeados y ritmos aplastados.
Tras su lanzamiento, el EP fue recibido con elogios de la crítica. Los críticos de música elogiaron el álbum, su contenido lírico y producción, y algunos compararon el álbum con el trabajo de músicos como Drake, The Weeknd, Miguel y Frank Ocean .[cita requerida] Para promocionar el EP, el 9 de octubre de 2012, SZA lanzó un video musical de la canción "Country".

## Antecedentes
Después de la escuela secundaria, Rowe asistió a tres universidades distintas; en su primer año ella "se drogó y falló". Rowe fue a la universidad para estudiar biología marina, con la intención de ir a una "escuela de posgrado" para convertirse en científico y viajar. El plan nunca se materializó y ella comenzó a hacer "trabajos aleatorios" para ganar dinero. SZA conoció a miembros de Top Dawg Entertainment durante el CMJ 2011, cuando la compañía de ropa de su novio patrocinó un espectáculo en el que se presentaba Kendrick Lamar. Una amiga que asistió al programa con sus primeras canciones de SZA le pasó al presidente de TDE, Terrence "Punch" Henderson, a quien le gustó el material y se mantuvo en contacto.
SZA describe el proceso de grabación de su EP como "experimental", sin tener un objetivo más amplio en mente. SZA comenzó a grabar música de manera informal; después de grabar una canción, continuó el proceso hasta que decidió que debería "hacer algo con ella". SZA grabó las canciones con su amiga y vecina / Ellos "robaron un montón de ritmos de Internet". El EP contó con la producción de brandUn DeShay, APSuperProducer, entre otros. Después de recibir ritmos de Brandun DeShay, SZA comenzó a trabajar realmente con DeShay. 

## Música y letras

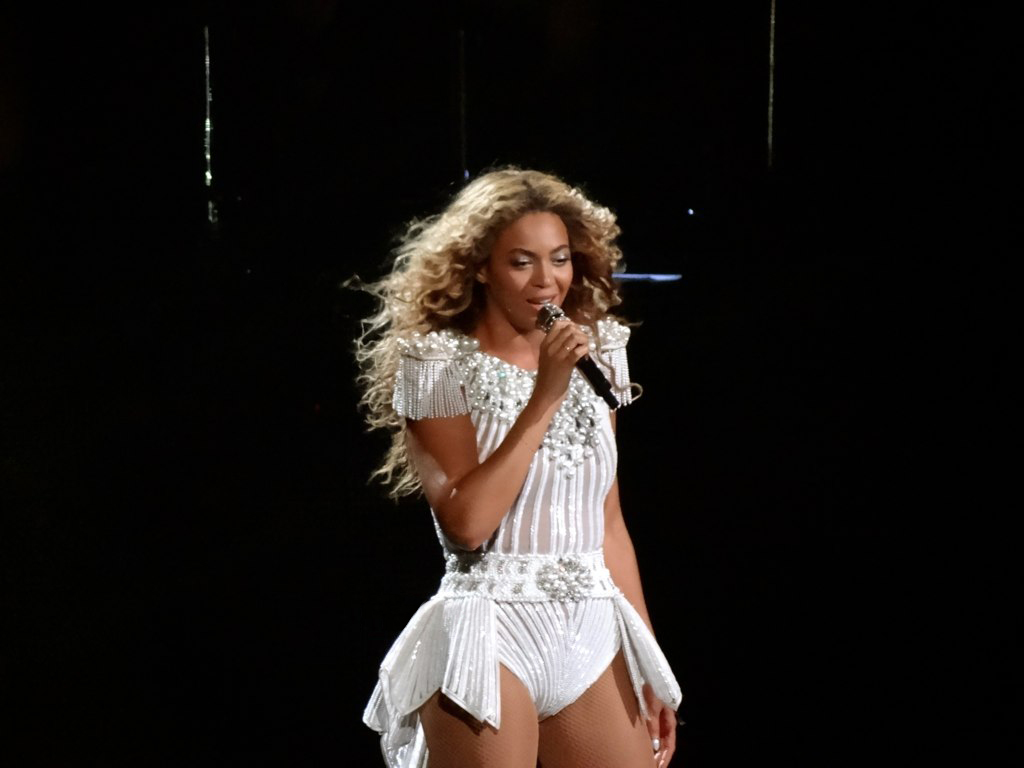
"Time Travel Undone" fue descrito como una mezcla entre Björk y Beyoncé (en la foto).

See.SZA.Run tiene un estilo musical diverso que incorpora géneros urbanos contemporáneos como el soul, el hip hop y el R&B minimalista. El EP también toma influencias del rap en la nube y el R&B etéreo, además de utilizar elementos de la casa de brujas y el chillwave. La producción se caracteriza por estar construida sobre sintetizadores ondulantes, graves bombardeados y ritmos aplastados. 
El EP abre con la canción "Bed", que fue comparada con el trabajo de la cantante estadounidense Ciara . Euphraxia es una canción del "hip hop del futuro" descrita como "un esotérico creciente sobre el existencialismo y cosas por el estilo, en busca de respuestas sobre un estruendo recortado".  "Time Travel Undone" se describió como una mezcla de "Björk y Beyoncé" que musicalmente es "un nuevo tipo de pop de avant-jazz: poco ortodoxo y sin trabas, pero lo suficientemente accesible para repetir las obras". Su tema "Country" es una canción de blues y soul que el guardián describe como de "Venus y Marte". 
"Crack Dreams" discute líricamente la necesidad del narcótico titular, y se basa en una producción de "bleepscape tranquilizante". "Once Upon a High" cierra el EP. La canción fue descrita como una "excelente calidad y distinción y presenta a un artista con una visión lo suficientemente singular como para exigir la atención de todos, no solo de aquellos que esperan que el R&B ascienda al siguiente nivel". 

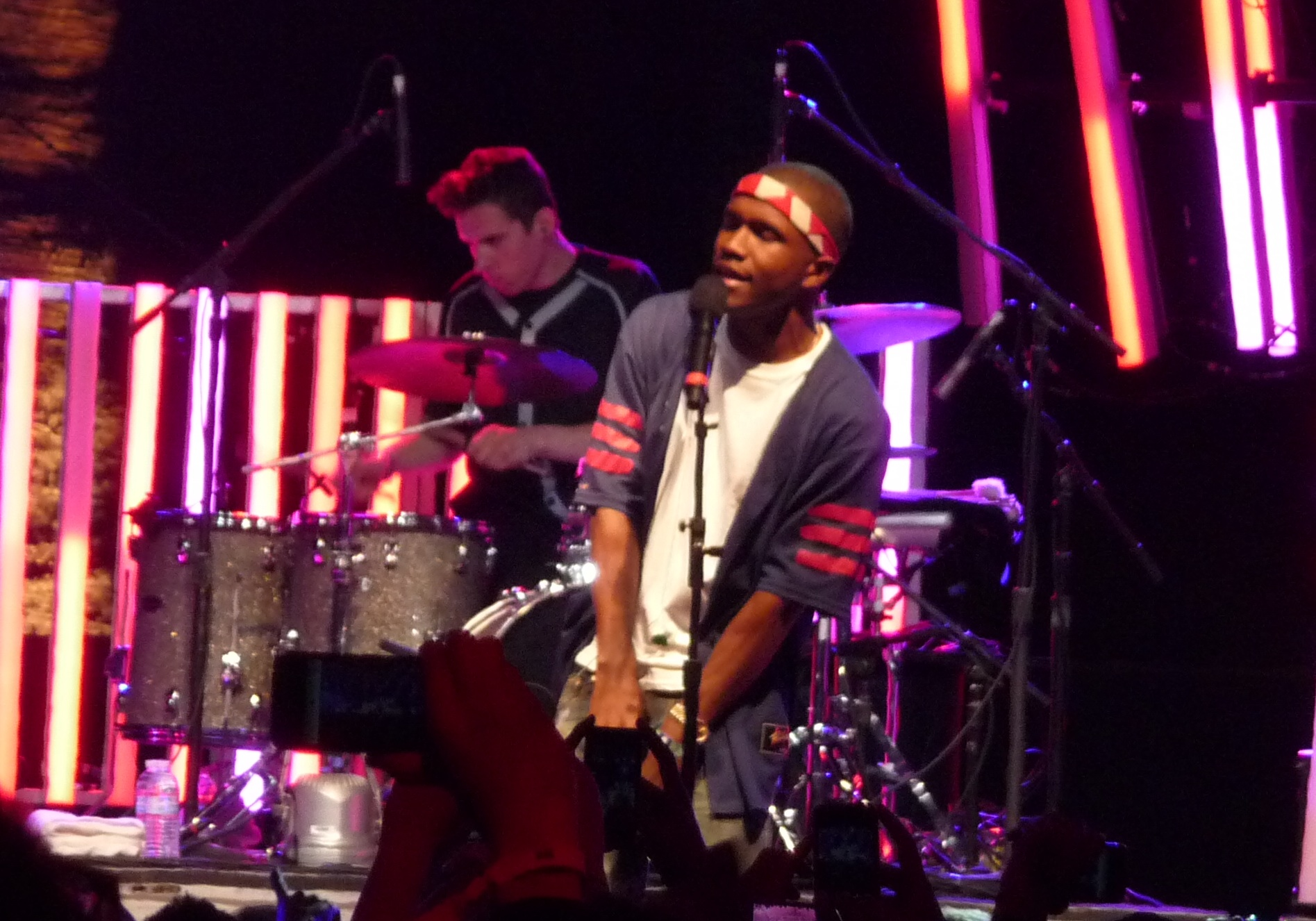
El EP se comparó con el trabajo de Frank Ocean.

## Recepción
Tras su lanzamiento, la obra extendida fue recibida con elogios de la crítica musical. Complex elogió el álbum, destacándolo por estar "hecho para múltiples escuchas", y elogió la producción del álbum, diciendo que "cada canción fluye perfecta y sucintamente". Paul Lester de The Guardian elogió el álbum, notando similitudes entre SZA y Drake, The Weeknd, Miguel y Frank Ocean, y calificó a SZA como la versión femenina de los cantantes. Lester también elogió el título, los nombres y el contenido lírico del álbum, calificando las letras de "inescrutables, lo que se suma a la atmósfera de agradable letargo/estupor".

## Listado de canciones
Todas las canciones fueron escritas por Solána Rowe.
Todas las canciones escritas y compuestas por Solána Rowe. 
| N.º | Título               | Producer(s)    | Duración |  |
| 1.  | «Bed»                | AP Super       | 4:19     |  |
| 2.  | «Euphraxia»          | Dot            | 3:20     |  |
| 3.  | «Advil»              | brandUn DeShay | 3:02     |  |
| 4.  | «Time Travel Undone» | Top Notch      | 3:06     |  |
| 5.  | «Crack Dreams»       | brandUn DeShay | 3:01     |  |
| 6.  | «Country»            | brandUn DeShay | 4:29     |  |
| 7.  | «Once Upon a High»   | Hasan Insane   | 2:51     |  |

## Personal
Créditos adaptados de SoundCloud .
- Matthew Cody - diseñado y mezclado
- Kareem Blair - diseño de arte
- Jolie Sanchez - prensa
- AP Super - productor
- Dot - productor
- Brandun Deshay - productor
- Top Notch - productor
- Hassan Insane - productor
- Solána Rowe - voz

## Historial de versiones
| Región         | Fecha                 | Formato          | Etiqueta     |
| -------------- | --------------------- | ---------------- | ------------ |
| Estados Unidos | 29 de octubre de 2012 | Descarga digital | Auto-lanzado |